# Polystichum plukenetii
Polystichum plukenetii là một loài dương xỉ trong họ Dryopteridaceae. Loài này được DC. mô tả khoa học đầu tiên năm 1815.
Danh pháp khoa học của loài này chưa được làm sáng tỏ. 